# Telman
Telman (russisch Тельман), die russische Schreibung des deutschen Familiennamens Thälmann, ist ein männlicher Vorname, der seit der Verhaftung des deutschen Kommunisten Ernst Thälmann durch die Nationalsozialisten (1933) in der Sowjetunion zu dessen Ehren Verbreitung fand. Telman ist ein typisches Beispiel für Namensneubildungen, wie sie v. a. in den ersten Jahrzehnten der Sowjetunion auftraten. Dabei wurden häufig die Familiennamen kommunistischer Führer oder sonstiger herausragender Persönlichkeiten der Sowjetzeit zu Vornamen gemacht (z. B. Lenin, Lenina, Leniniana, Stalina). Als weibliche Form von Telman trat die Form Telmina auf. Personen des öffentlichen Lebens mit dem Vornamen Telman sind:
- Telman Mardanowitsch Ismailow (* 1956), russischer Unternehmer
- Telman Chorenowitsch Gdljan (* 1940), russischer Politiker
- Telman Əliyev (* 1935), aserbaidschanischer Wissenschaftler (Kybernetiker)

Der zugehörige Vatersname ist Telmanowitsch (Тельманович). 
Als entsprechende Ortsnamenneubildung entstanden Telmanowo und Telmanowe sowie das kirgisische Dorf Telman (auch imeni Telmana).